# ولدا (آلمان)
ولدا (به انگلیسی: Welda) روستای ولدا محلی است در ساوترن ماست پوینت کوه  کریس هاوکستر(تحت ناحیه ی مدیریتی دیت‌مولد) در نزدیکی مرز نورث راین  وستفالیا و  منطقه والدک - فرانکنبرگ از ایالت فدرال هسن قرار دارد.